# دازموند کوه
دازموند کوه (انگلیسی: Dasmond Koh; ۲۲ فوریهٔ ۱۹۷۲ –) خواننده، بازیگر و دیجی اهل سنگاپور بود.